# Manifestació Internacional de Cinema de Venècia
La Manifestació Internacional de Cinema de Venècia va tenir lloc del 31 d'agost al 15 de setembre de 1946. Va ser la primera edició després de la suspensió, de 1943 a 1945, per la Segona Guerra Mundial. Aquesta edició es considera una segona fundació del Festival de Cinema de Venècia. Els premis dels millors actors i altres premis no es van atorgar: el premi a la millor pel·lícula va perdre el nom de Copa Mussolini i es van unir en un premi únic de dos (Millor pel·lícula estrangera i millor pel·lícula italiana). Aquesta edició marca el retorn de les pel·lícules dels Estats Units que es van absentar des del 1939.

## Jurat
- Francesco Pasinetti[2]
- Umberto Barbaro
- Gino Visentini
- Francesco Callari
- Vinicio Marinucci
- Nikolaj Goršov
- Pierre Michaut

## Pel·lícules en competiciò
| Títol original                            | Director(s)                     | País de producció |
| ----------------------------------------- | ------------------------------- | ----------------- |
| Sylvie et le Fantôme                      | Claude Autant-Lara              | França            |
| L'Homme au chapeau rond                   | Pierre Billon                   | França            |
| Panique                                   | Julien Duvivier                 | França            |
| Les Enfants du paradis                    | Marcel Carné                    | França            |
| L'Épouvantail (curtmetratge)              | Paul Grimault                   | França            |
| Le Voleur de paratonnerres (curtmetratge) | Paul Grimault                   | França            |
| Il sole sorge ancora                      | Aldo Vergano                    | Itàlia            |
| Eugenia Grandet                           | Mario Soldati                   | Itàlia            |
| Montecassino                              | Arturo Gemmiti                  | Itàlia            |
| Pian delle stelle                         | Giorgio Ferroni                 | Itàlia            |
| Paisà                                     | Roberto Rossellini              | Itàlia            |
| Bambini in città (curtmetratge)           | Luigi Comencini                 | Itàlia            |
| Il cantico dei marmi (short film)         | Giovanni Rossi, Piero Benedetti | Itàlia            |
| The Southerner                            | Jean Renoir                     | Estats Units      |

## Premis
- Senyalat de la comissió internacional de periodistes com a millor pel·lícula: The Southerner de Jean Renoir
- Senyalat de la comissió internacional de periodistes: Il sole sorge ancora, Henry V, Le Rhône, Hangmen Also Die, Panique, Les Enfants du paradis, Paisà
- Senyalat com a millor documental per la comissió de periodistes: V peskakh Sredney Azii
- Senualat com el millor curt documental per la comissió de periodistes: Barboni
- Senyalat pels documentals de la comissió de periodistes: Sovjetski sport
- Senyalat com el millor disseny animat: Le Voleur de paratonnerres